# Cuneo (provins)
Provinsen Cuneo (it. Provincia di Cuneo) er en provins i regionen Piemonte i det nordlige Italien. Cuneo er provinsens hovedby.
Der var 556.330 indbyggere ved folketællingen i 2001.

## Geografi
Provinsen Cuneo grænser til:
- i nord mod provinsen Torino,
- i øst mod provinsen Asti,
- i syd mod Liguria (provinserne Imperia og Savona) og
- i vest mod Frankrig (departementerne Alpes-Maritimes og Alpes-de-Haute-Provence).

44°23′N 7°33′Ø / 44.38°N 7.55°Ø